# Richie Rich (película)
Richie Rich  (Ricky Ricón en Hispanoamérica o Niño Rico en España) es una película de 1994 dirigida por Donald Petrie y protagonizada por Macaulay Culkin, en la que interpreta al hijo de una familia rica que carece de amigos de su edad. Además, su familia y riqueza se verán amenazadas por unos ladrones.
La película obtuvo $38 millones de dólares en la taquilla de América del Norte en un presupuesto de $40 millones. sin embargo, fue un éxito de vídeo doméstico, con $125 millones en alquileres de VHS.

## Argumento
Ricardo "Ricky" Ricón Jr. (Macaulay Culkin) es el niño más rico del mundo, hijo de un magnate con una fortuna de más de $70 Mil Millones de Dólares, el cual cree que con el dinero todo se puede comprar. Pero Ricky sólo tiene a su leal mayordomo Herbert Cadbury (Jonathan Hyde) como compañía, debido a que  carece de amigos de su misma edad. Pero él cree que puede conseguir su oportunidad en la reapertura de la fábrica "United Tool", la cual es propiedad de su padre, Ricardo Ricón Sr. (Edward Herrmann), (quién recientemente la había adquirido con la intención de modernizarla y regalarla a los trabajadores como una muestra de buena voluntad), donde se encuentra con un grupo de niños jugando al béisbol en un barrio pobre de la ciudad. Desafortunadamente, antes de que Ricky pueda hablar con ellos, su estricto guardaespaldas, Ferguson (Chelcie Ross), lo detiene agarrándolo de los hombros cuando dice que quiere jugar, pero Cadbury lo salva. Cadbury le advierte a Ferguson que si vuelve a tomar a Ricky bruscamente, será él quien necesitará protección. 
Un día tiene la oportunidad de poder acercarse a ellos, sin embargo, a pesar de su intento por hacer amistad, éstos lo rechazan sin interés de entablar amistad con él. Entre tanto, el padre de Ricky trata de pasar tiempo con su hijo cada vez que puede, por lo que le pidió al científico de la familia, el profesor Keenbean (Michael McShane), que inventara una máquina llamada el "Enlace Ricón", la cual señala la ubicación de Ricardo en cuestión de segundos, permitiéndole a Ricky hablar con su padre cada vez que este se encuentre de viaje de negocios. Mientras tanto, el director de finanzas de Industrias Ricón, Lawrence Van Dough (John Larroquette), planea junto con Ferguson apoderarse de la fortuna de la familia, creyendo que ésta se almacena en una bóveda, pues Ricardo había hecho vagas referencias sobre ella. Días más tarde, Ricardo y su esposa Regina (Christine Ebersole) tienen previsto viajar con Ricky al cumpleaños de la Reina Isabel II de Inglaterra y Cadbury, al notar la tristeza y soledad de Ricky, le sugiere a Regina, que Ricky se quedara en casa, pues le había preparado un fin de semana de diversión con los niños que estaban jugando béisbol el día de la inauguración. Ese fin de semana, Ricky logra ganarse la amistad de los chicos.
Antes del viaje, Ferguson coloca una bomba en el avión de la familia disfrazada de regalo y éstos parten hacia Inglaterra con Ricardo como piloto.
Dentro del avión, debido al nuevo invento del profesor Keenbean, una máquina que convierte el olor en sonido, Ricardo encuentra la bomba a tiempo, pero no logra deshacerse de ella antes de que detone, destruyendo parte de la cola del avión, enviándolo al océano. Sin embargo, Ricardo y Regina logran sobrevivir al impacto y se refugian en un bote salvavidas. Convencidos de que la familia Ricón había muerto, Van Dough asume el control de la corporación Ricón, y procede a acabar con las contribuciones de beneficencia que hacía la familia Ricón, incluyendo el cierre de la recientemente reabierta fábrica United Tools. Esto enfurece a Ricky, quién se dirige a la sede de la empresa como heredero legal de la familia y accionista mayoritario, asumiendo la posición de su padre como Presidente. Su comprensión del manejo del negocio a su edad temprana permite que se gane el respeto de la mayoría de los directores de la compañía, así como una gran cantidad de atención por parte de la prensa, quienes lo halagan por su buen trabajo. 
Van Dough, sin embargo, ve esto como un pequeño contratiempo: Ricky sigue siendo menor de edad, por lo que su habilidad para manejar el negocio se encuentra limitada por las facultades de su tutor legal, quien resulta ser Cadbury. Ante ese obstáculo, Van Dough se deshace de Carbury inculpándolo por el asesinato de Ricardo y Regina Ricón, al encontrar materiales para fabricar bombas en su habitación y por ende es enviado a la cárcel. Después, Van Dough obtiene la custodia legal de Ricky y procede a despedir a los demás empleados de la familia. Al día siguiente, Ferguson instala cámaras de seguridad en toda la mansión, por lo que Ricky es aislado del mundo exterior, quedando como prisionero en su propia casa. Sin embargo, Keenbean, que también estaba escondido en la mansión, escucha a Van Dough y Ferguson planeando el asesinato de Cadbury en la cárcel y hacerlo parecer un suicidio, e inmediatamente se lo advierte a Ricky y le entrega un químico que puede disolver barrotes de acero, y este logra escapar de la mansión. Al otro día, Ricky va a la cárcel a entregarle unos artículos de aseo a Cadbury, donde iba el químico en forma de pasta dental. Después Cadbury recibe su paquete, y en el baño es atacado por un recluso que había sido contratado para matarlo, pero Cadbury logra noquear al prisionero y escapa de la prisión, llevándose consigo sus ropas.
Seguidamente, Ricky y Cadbury van a la casa de Gloria a buscar a los amigos de Ricky, cuyos padres trabajaban en la fábrica United Tool y por lo tanto estaban dispuestos a ayudarlos a volver a entrar a su casa.
A pesar de que el enlace Ricón de Ricardo se rompe en el accidente, éste logra arreglarlo y cuando Ricky logra la comunicación con su padre, la señal es interceptada por Ferguson, desconectando el módem, dejando a Ricky incomunicado, por lo que Ricky, Cadbury y sus amigos deciden ir a la mansión para poder contactarse desde el enlace de su dormitorio, con la ayuda de Keenbean. Ellos logran escabullirse de los guardias y las cámaras de seguridad y Ricky llega a su dormitorio, donde se da cuenta de que la señal de su padre mostraba que se encontraban en la mansión. Al llegar a su habitación, el se sorprende al descubrir que sus padres estaban en su dormitorio, prisioneros de Van Dough, quien había arreglado su rescate. A punta de pistola, Van Dough obliga a los padres a decirle dónde estaba la bóveda de la familia, en ese instante le pide a Ferguson que se lleve a Ricky y Cadbury para matarlos, junto con los amigos de Ricky que habían sido capturados por los guardias de seguridad de Ferguson. Todos son llevados al laboratorio de Keenbean y encerrados en una máquina que transforma la basura en cualquier tipo de artículos para el hogar, invento del profesor, con la intención de matarlos. Keenbean frustra el plan de Ferguson, y logra salvar a los niños usando una abeja robótica para que Ferguson apague la máquina. Ricky procede a tomar una bolsa llena de inventos de Keenbean y se dirige a salvar a sus padres. 
De otro lado, Van Dough junto con Ricardo y Regina van a la Montaña Ricónmore, que es un retrato en piedra de la familia y lugar donde estaba la bóveda, cuya clave para abrirla son las voces de Ricardo y Regina. Allí, Van Dough se sorprende al encontrar que en la bóveda sólo había recuerdos familiares y no la fortuna familiar que el buscaba. Exigiendo una explicación, Ricardo le explica que esos son sus verdaderos objetos de valor y su dinero estaba en los bancos, en mercado de valores y en bienes raíces, ya que simplemente el dinero no es lo que ellos atesoran en la vida. Enfurecido por no conseguir el dinero, Van Dough trata de dispararle a Ricardo y Regina, pero Ricky interfiere y frustra el asesinato de sus padres. Van Dough intenta dispararle a Ricky, pero se desconcierta porque la bala no le afecta, pues este se había rociado la ropa con un invento de Keenbean a prueba de balas. Luego, la familia Ricón cierra la bóveda tratando de encerrar a Van Dough en ella. La persecución finalmente los lleva al exterior de la montaña, donde son atacados por Ferguson con el láser que fue utilizado para moldear la montaña con las caras de la familia Ricón. Cadbury finalmente logra desarmar a Ferguson y se las arregla para salvar a la familia, mientras que Van Dough queda colgando de un pie en la montaña. Aunque a Ricardo no le gusta despedir a sus empleados, le permite a Ricky despedir a Van Dough, y Regina lo golpea en la cara. Van Dough y Ferguson son detenidos y terminan trabajando como jardineros en la mansión Ricón. 
Otro día, Ricky se encuentra jugando béisbol con sus nuevos amigos en el jardín de la mansión (con Cadbury como entrenador del equipo) y este pega un Homerun. Ricardo y Regina estaban felices pues se dieron cuenta de que su hijo Ricky era realmente el niño más rico, pues él había encontrado el verdadero regalo de la vida y la única cosa que el dinero no puede comprar... la amistad.

## Reparto
- Macaulay Culkin - Ricardo "Ricky" Ricón Jr.
- Edward Herrmann - Ricardo Ricón Sr.
- Christine Ebersole - Regina Ricón
- Jonathan Hyde - Herbert Cadbury
- John Larroquette - Lawrence Van Dough
- Claudia Schiffer - Claudia, la Instructora de Gimnasia

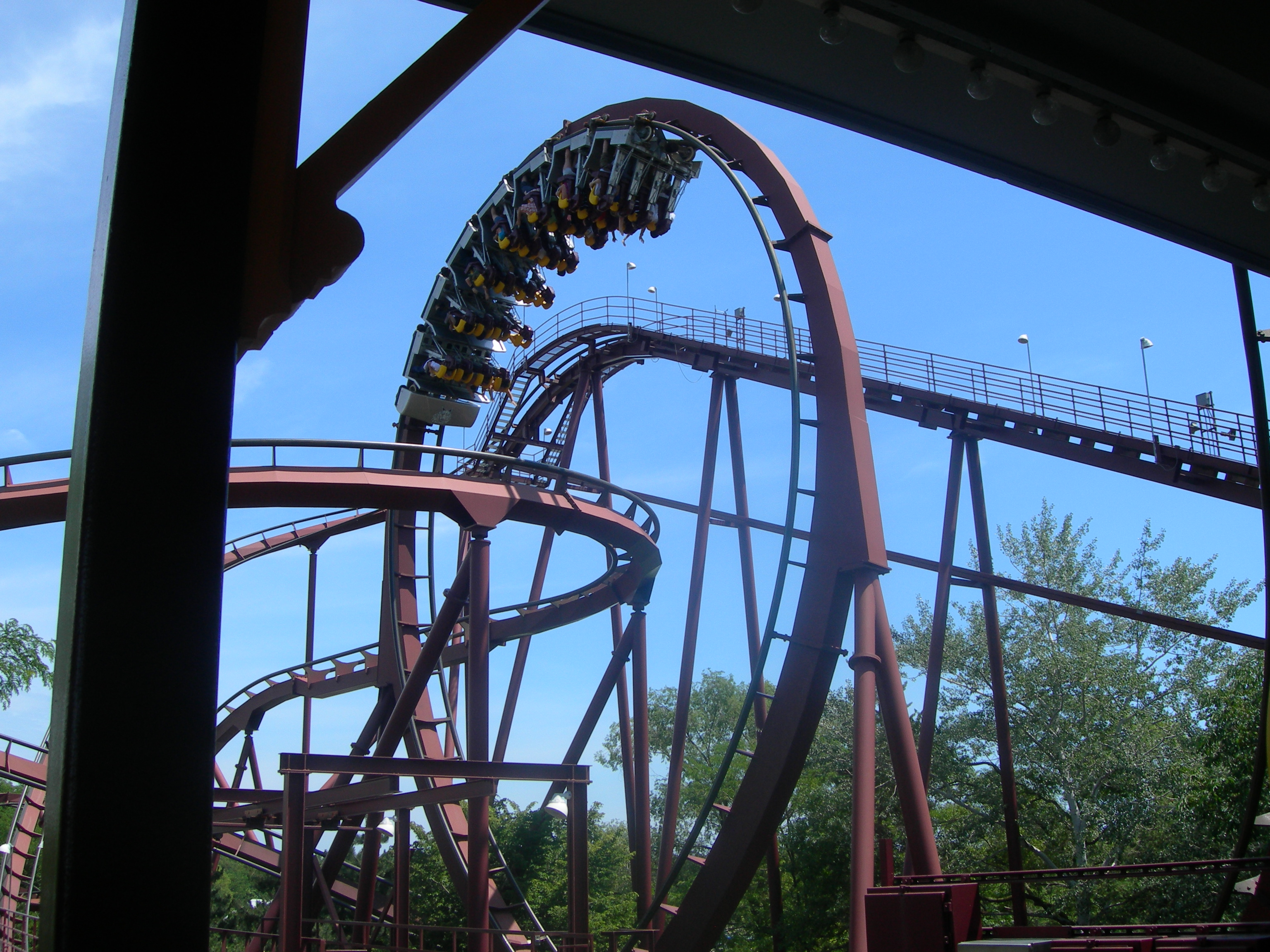
Iron Wolf es una montaña rusa que se utilizó en el patio de la casa durante la filmación de la película.

- Stephi Lineburg - Gloria Pazinski
- Ben Stein - Profesor de Economía
- Chelcie Ross - Ferguson
- Reggie Jackson - él mismo
- Mariangela Pino - Diane Pazinski
- Joel Robinson - Omar
- Jonathan Hilario - Pee Wee
- Michael Maccarone - Tony
- Justin Zaremby - Reginald

## Doblaje
| Actor original Estados Unidos | Personaje                           | Actor de voz España      | Actor de voz México  |
| ----------------------------- | ----------------------------------- | ------------------------ | -------------------- |
| Macaulay Culkin               | Ricardo "Ricky" Ricón Jr.           | Jesús Pinillos           | Enzo Fortuny         |
| Edward Herrmann               | Ricardo Ricón Sr.                   | Roberto Cuenca Martínez  | Pedro D'Aguillón Jr. |
| Christine Ebersole            | Regina Ricón                        | María Antonia Rodríguez  | Sylvia Garcel        |
| Jonathan Hyde                 | Herbert Cadbury                     | Juan Antonio Gálvez      | Carlos Becerril      |
| John Larroquette              | Lawrence Van Dough                  | José Antonio Ceinos      | Salvador Delgado     |
| Claudia Schiffer              | Claudia, la Instructora de Gimnasia | María Antonia Rodríguez  | Rocío Garcel         |
| Stephi Lineburg               | Gloria Pazinski                     | Ana Cremades             | Cristina Hernández   |
| Ben Stein                     | Profesor de Economía                | Luis Gaspar              | Álvaro Tarcicio †    |
| Chelcie Ross                  | Ferguson                            | José Ángel Juanes        | Alejandro Illescas † |
| Reggie Jackson                | El mismo                            | Carlos Kaniowsky         | Roberto Molina       |
| Mariangela Pino               | Diane Pazinski                      | Isabel Donate            | Socorro de la Campa  |
| Joel Robinson                 | Omar                                | Antonio Inchausti        | Jean Carlo Toquero   |
| Jonathan Hilario              | Pee Wee                             | Javier Balas             | Irwin Daayán         |
| Michael Maccarone             | Tony                                | Jorge Saudinós           | Luis Daniel Ramírez  |
| Justin Zaremby                | Reginald                            | Javier Balas             | Irwin Daayán         |
| Michael McShane               | Profesor Rayo Veloz                 | Eduardo Gutiérrez        | César Arias          |
| Joel Ellegant                 | Ellsworth                           | Jorge Saudinós           | Luis Daniel Ramírez  |
| Sean A. Tate                  | Reynolds                            | Antonio Inchausti        | Jean Carlo Toquero   |
| Rachel Stephens               | Recepcionista                       | María Romero             | Nancy MacKenzie      |
| Mike Bacarella                | Oficial O'Kelly                     | Alfonso Laguna           | Álvaro Tarcicio †    |
| Wanda Christine               | Reportera en United Tool            | Ana Cremades             | Patricia Acevedo     |
| Marilyn Dodds Frank           | Rafaella                            | Mari Carmen de las Casas | Norma Iturbe         |